# Zdeno Vaculík
Zdeno Vaculík (ur. 10 sierpnia 1955 w Dobrej Vodzie) – czechosłowacki żużlowiec pochodzenia słowackiego, występujący również na długim torze i na trawie.

## Życiorys

### Kariera sportowa
Karierę rozpoczął w 1972 roku, jako zawodnik klubu AMK Speedway Bratysława biorąc udział w 4 rundach indywidualnych mistrzostw Słowacji i plasując się na 16. miejscu w klasyfikacji końcowej.
Jako zawodnik klubu z Bratysławy w sezonach 1973–1974 brał udział w rozgrywkach ligowych i indywidualnych o mistrzostwo Słowacji.
Na czas służby wojskowej w latach 1975–1976 występował AMK Pardubice, zdobywając z tym klubem w sezonie 1975 brązowy medal drużynowych mistrzostw Czechosłowacji, a indywidualnie wicemistrzostwo młodzieżowych indywidualnych mistrzostwach kraju. W sezonie 1976 w drużynowych mistrzostwach kraju zajął 4. miejsce, natomiast indywidualnie po raz pierwszy brał udział w eliminacjach o mistrzostwo Czechosłowacji, nie uzyskując awansu do finału.
Po zakończeniu służby wojskowej, w 1977 roku został zawodnikiem AMK Zohor. Wraz z tym klubem zwyciężył rozgrywki 2. ligi i został wicemistrzem Słowacji.
Od 1978 roku do końca kariery, przez kolejne 11 sezonów (z wyłączeniem roku 1986, kiedy przebywał w delegacji w Libii) był zawodnikiem AMK Preglejka Žarnovica. W rozgrywkach ligowych czterokrotnie zwyciężał rozgrywki pierwszej ligi (1981–1984) i startował w extralidze (1985). Indywidualnie był sześciokrotnym finalistą Indywidualnych mistrzostw Czechosłowacji (najlepszy wynik, 10. miejsce w 1984 roku), czterokrotnie zdobył mistrzostwo Słowacji (1978, 1979, 1983 i 1988), trzykrotnie wygrał Memoriał Ladislava Eliáša (1980, 1981 i 1984), był trzykrotnym finalistą turnieju o Złoty Kask SNP, (2. miejsce w 1980, 3. miejsce w 1989 i 4. miejsce w 1982 roku).
Jako reprezentant Czechosłowacji  brał udział w eliminacjach indywidualnych mistrzostw świata (najlepszy wynik – 11. miejsce w ćwierćfinale kontynentalnym w Bopfingen w 1981). Startował także w eliminacjach indywidualnych mistrzostwach Europy na torze trawiastym. Był zawodnikiem rezerwowym podczas finału w Eenrum w 1984 roku.
W lidze czechosłowackiej startował w klubach z Bratysławy (1973–1974), Pardubic (1975–1976), Zohoru (1977) i Žarnovicy (1978–1985, 1987–1989). W połowie lat 80. zawodnik przymierzany był do jazdy w Unii Tarnów, na co jednak nie zgodziły się władze Polskiego Związku Motorowego.

### Życie prywatne
Ojciec Martina Vaculíka i dziadek Davida Pacalaja, również żużlowców.

## Przynależność klubowa
Czechosłowacja
- AMK Speedway Bratysława (1973–1974)
- AMK Pardubice (1975–1976)
- AMK Zohor (1977)
- AMK Preglejka Žarnovica (1978–1989)